# گورستان روشن‌آباد
قبرستان روشن آباد مربوط به سده‌های متاخر دوران‌های تاریخی پس از اسلام است و در شهرستان کهگیلویه، بخش مرکزی، دهستان دهدشت غربی، ۷۰۰ متری شمال روستای روشن آباد واقع شده و این اثر در تاریخ ۷ خرداد ۱۳۸۷ با شمارهٔ ثبت ۲۲۹۷۹ به‌عنوان یکی از آثار ملی ایران به ثبت رسیده است.